# Ringwallburg Heunstein
Die Ringwallburg Heunstein sind die Reste einer keltischen Höhenburg vom Typus einer Ringwallburg auf dem 471,1 m ü. NN hohen Heunstein beim Ortsteil Nanzenbach der Stadt Dillenburg im Lahn-Dill-Kreis in Hessen.
Von der ehemaligen Wallanlage aus der Spätlatenezeit sind nur noch Reste des Ringwalls und des Grabens erhalten.

## Lage

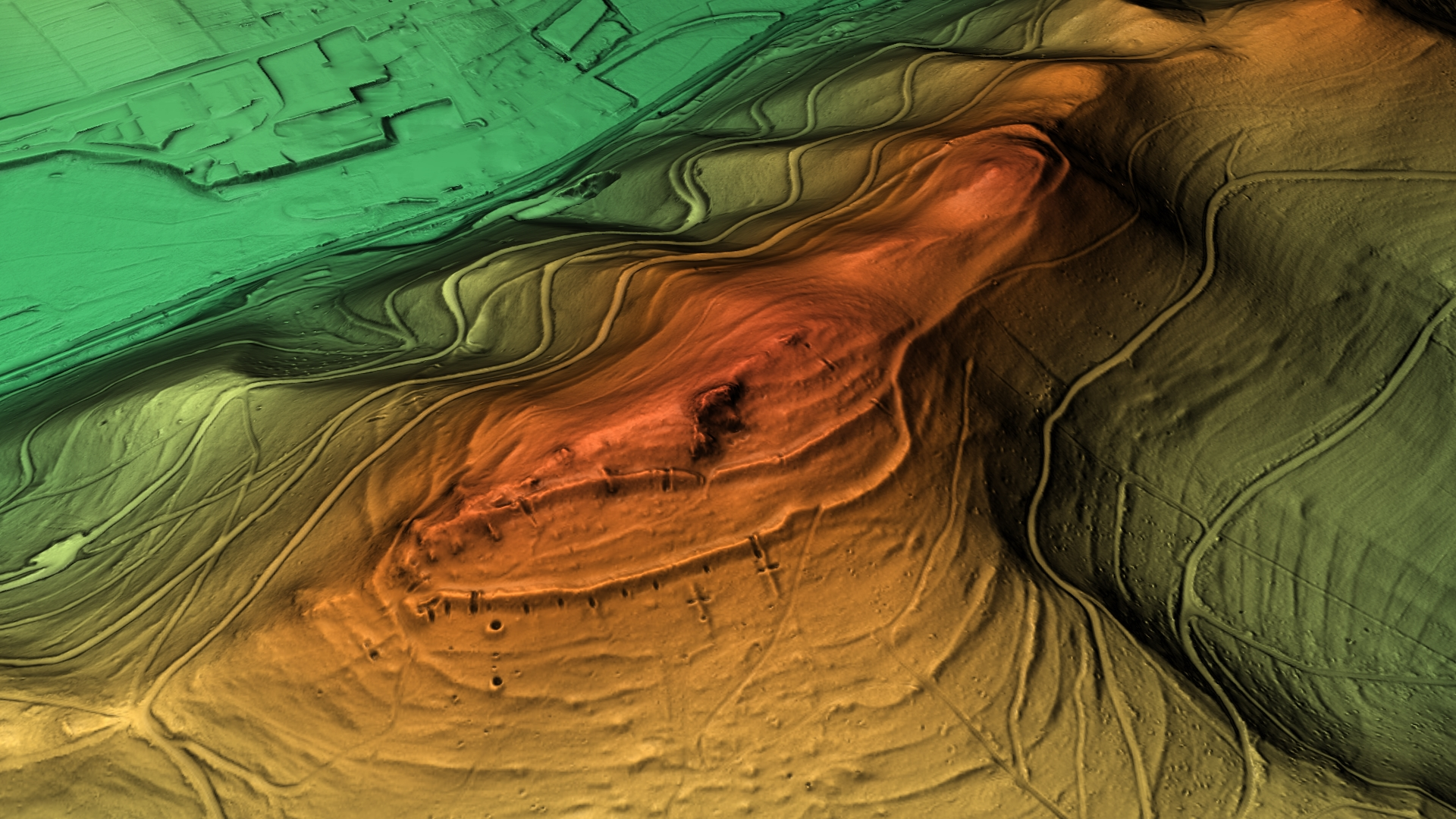
Digitales Reliefbild des Heunstein

Die Überreste der eher langgestreckten nicht sehr breiten Wallanlage liegen im Waldgebiet nördlich Dillenburgs, südöstlich von Manderbach, südlich Frohnhausen und südwestlich Nanzenbachs. Der Höhenzug auf dem die Wallanlage liegt, wird westlich von der Dietzhölze und von Ost nach Süd vom Nanzenbach umflossen. Der Heunstein befindet sich etwa zehn Kilometer südlich des ähnlichen frühlatènezeitlichen Ringwalls Rittershausen.

## Anlage
Die Ringwallanlage auf dem Heunstein wurde bereits 1879 von Karl August von Cohausen beschrieben, der einen einfachen Plan der Anlage erstellte. Der Haiger Forstmeister Heinrich Behlen erstellte zu Beginn des 20. Jahrhunderts aufgrund eigener genauerer Begehung einen detaillierten Plan der Anlage. 1925 bis 1931
erfolgten archäologische Ausgrabungen durch den damaligen Direktor der Sammlung Nassauischer Altertümer in Wiesbaden Dr. Ferdinand Kutsch.
Die Anlage dehnt sich entlang des Bergkammes von Südwest nach Nordost über eine Länge von etwa 650 m aus. Die Nordwest-Südost-Ausdehnung beträgt durchschnittlich nur 150 m und erreicht maximal 350 m. Die durch den Wall geschützte Fläche beträgt etwa 12 ha.
Der Verlauf des Walles ist nur noch schwach im Gelände zu erkennen. Die eigene Quelle, heute Heuweiher genannt, war halbkreisförmig durch einen eigenen Annexwall geschützt, der in die Befestigungsanlage einbezogen war und die Bedeutung der Quelle für die Kelten unterstreicht. Aufgrund ihrer Größe kann die Wallanlage als keltische Höhensiedlung, als ein Oppidum angesehen werden.
Nur wenige Funde wurden sichergestellt. Außer Grobkeramik wurden einige Stücke Feinkeramik ergraben, die der Herstellung nach der Ringwallanlage Dünsberg bei Biebertal-Fellinghausen zugeordnet wird.
Der Bau der Ringwallanlage wird in die Spätlatènezeit datiert und war, den Funden nach, nur eine relativ kurze Zeit besiedelt.
Neufunde von Fibeln, die in die Frühlatènezeit datiert werden, lassen die Vermutung zu, dass die Höhenanlage schon eher besiedelt war und erst später befestigt wurde. In der Nähe des Heunsteins fand sich ebenfalls ein Nachweis einer mittel- bis spätlatènezeitlichen Kupfer-Verhüttung. Die Eisenverhüttung im Dill-Dietzhölze-Gebiet ist mittelalterlich. Obwohl die Kelten Gegenstände aus Eisen benutzten, konnte bisher keine Eisenmetallurgie keltischer Zeit im Umland nachgewiesen werden.
Die Ringwallanlage ist ein Bodendenkmal im Sinne des Hessischen Denkmalschutzgesetzes. Nachforschungen und gezieltes Sammeln von Funden sind genehmigungspflichtig, Zufallsfunde sind an die Denkmalbehörden zu melden.

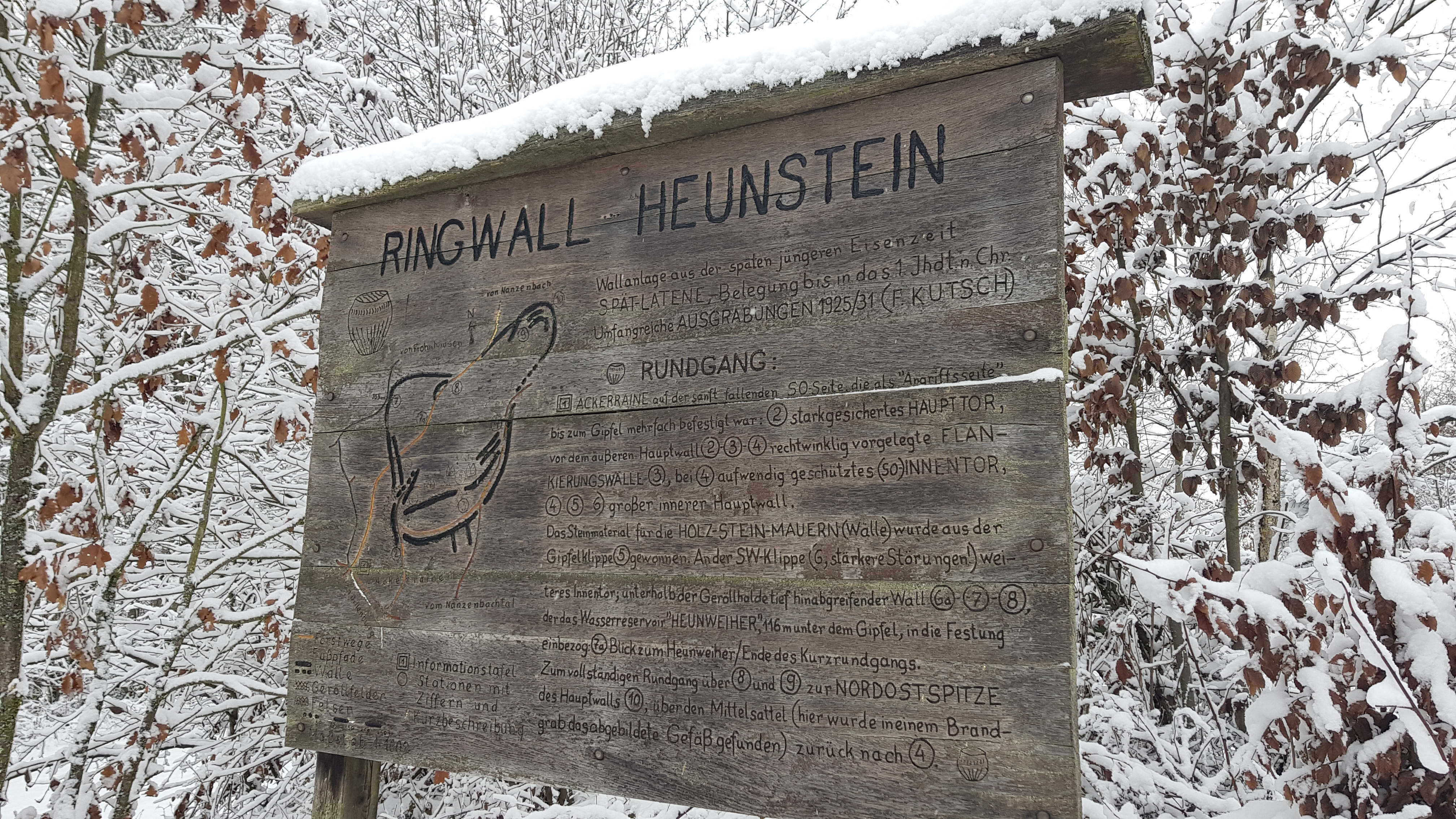
Ein Hinweisschild zeigt den Aufbau der Anlage
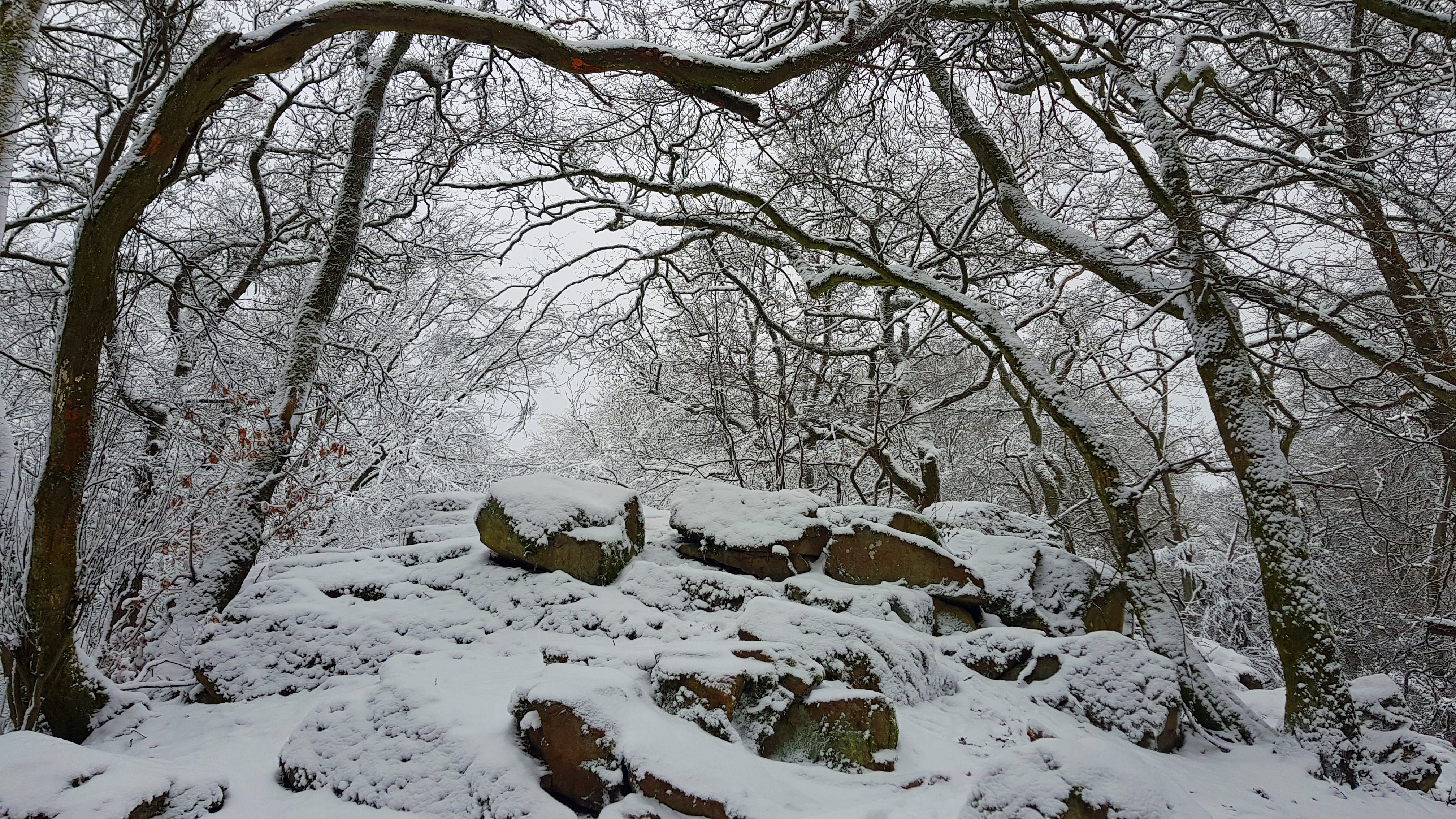
Die Wallanlage ist noch gut zu erkennen
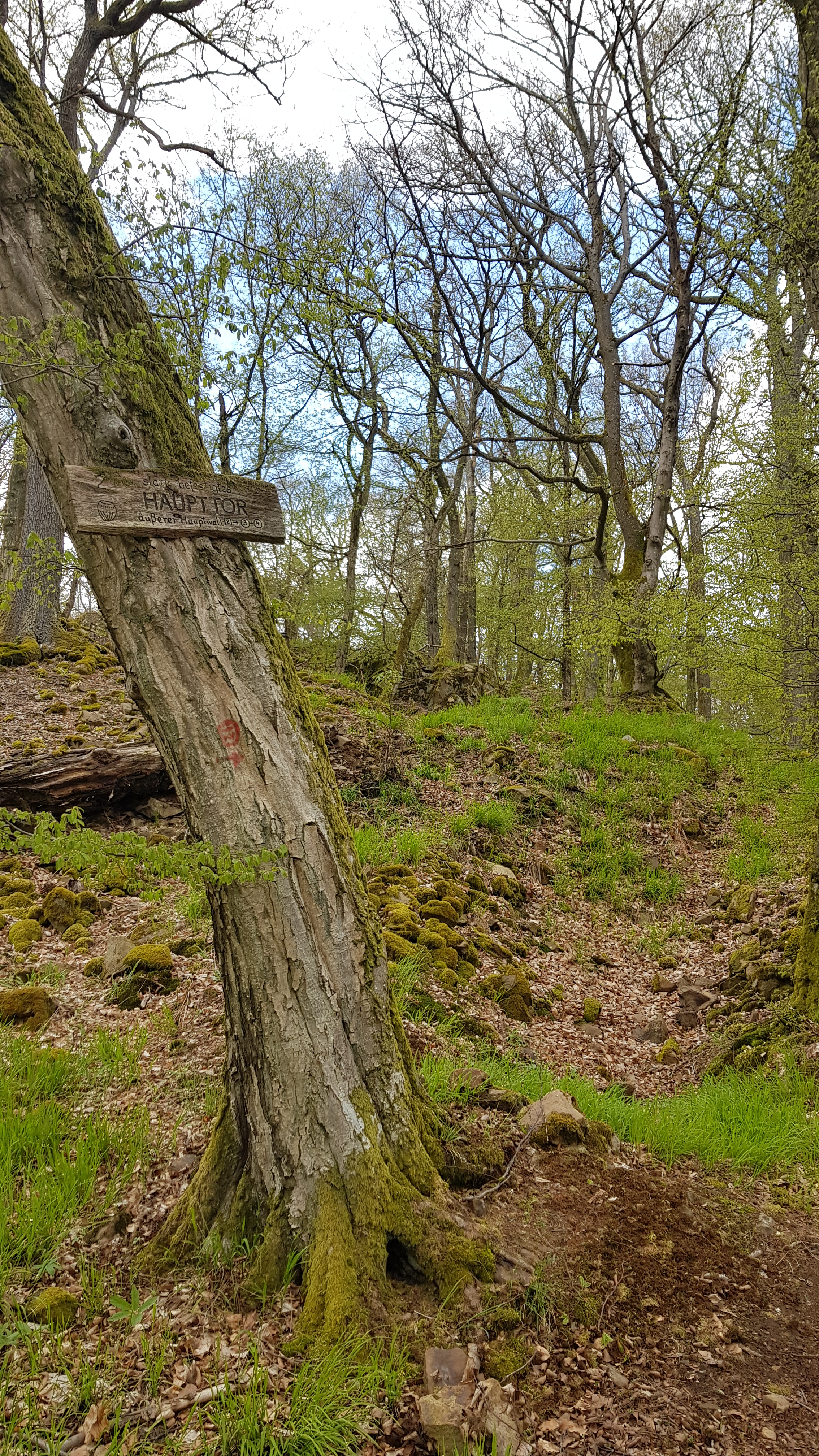
Früheres Haupttor